# Жан-Гійом Беатрікс
Жан-Гійо́м Беатрі́кс (фр. Jean-Guillaume Béatrix, 24 березня 1988) — французький біатлоніст, бронзовий призер Олімпійських ігор Сочі 2014, чемпіон світу серед юніорів 2008 року в індивідуальній гонці, дворазовий срібний призер чемпіонатів світу з біатлону в естафетах, дворазовий бронзовий призер чемпіонатів Європи у складі естафети.

## Виступи на Олімпійських іграх
| Рік  | Місце проведення | Інд | Спр | Пр | МС | Ест | ЗЕ |
| 2014 | Сочі             |     | 14  | 3  |    |     |    |

## Виступи на чемпіонатах світу
| Рік  | Місце проведення     | Інд | Спр | Пр | МС | Ест | ЗМ |
| 2012 | Рупольдінг           |     | 48  | 46 |    | 2   |    |
| 2013 | Нове Место-на-Мораві | 13  | 20  | 26 | 7  | 2   |    |

## Кар'єра в Кубку світу
- Дебют в кубку світу — 13 березня 2008 року в спринті в Осло-Голменколені — 77 місце.
- Перше попадання в залікову зону — 12 грудня 2008 року в спринті в Гохфільцені — 25 місце.
- Перший подіум — 21 грудня 2008 року в естафеті у Гохфільцені — 3 місце.
- Перша перемога — 22 січня 2012 року в в естафеті в Антгольці — 1 місце.
- Перший особистий подіум — 18 січня 2014 року в гонці переслідування у Антхольці — 2 місце.

Жан-Гійом займається біатлоном починаючи з 2003 року. З 2005 року виступає за національну збірну Франції. 
У 2012 році Жан-Гійом дебютував на Чемпіонаті світу з біатлону, і хоча його досягнення в особистих гонках були не надто вражаючими, однак в естафетній гонці він разом з Сімоном Фуркадом, Алексі Бефом та Мартеном Фуркадом зміг вибороти свою першу срібну нагороду. Даний результат він зміг повторити і на Чемпіонаті світу з біатлону 2013 року.

## Загальний залік в Кубку світу
- 2008-2009 — 74-е місце (43 очки)
- 2009-2010 — 84-е місце (24 очки)
- 2010-2011 — 54-е місце (107 очок)
- 2011-2012 — 29-е місце (286 очок)
- 2012-2013 — 13-е місце (589 очок)

## Статистика стрільби
| № п/п | Сезон     | Загальна        | Індивідуальна гонка | Спринт         | Гонка переслідування | Мас-старт     | Естафета      |
| ----- | --------- | --------------- | ------------------- | -------------- | -------------------- | ------------- | ------------- |
| 1     | 2007-2008 | 70% (7/10)      | 0% (0/0)            | 70% (7/10)     | 0% (0/0)             | 0% (0/0)      | 0% (0/0)      |
| 2     | 2008-2009 | 88,2% (134/152) | 90% (54/60)         | 90% (36/40)    | 85% (34/40)          | 0% (0/0)      | 83,3% (10/12) |
| 3     | 2009-2010 | 75% (72/96)     | 72,5% (29/40)       | 82,5% (33/40)  | 0% (0/0)             | 0% (0/0)      | 62,5% (10/16) |
| 4     | 2010-2011 | 74,3% (127/171) | 60% (12/20)         | 80% (48/60)    | 70% (42/60)          | 75% (15/20)   | 90,9% (10/11) |
| 5     | 2011-2012 | 79,6% (249/313) | 90,0% (18/20)       | 77,5% (62/80)  | 80% (96/120)         | 71,7% (43/60) | 90,9% (30/33) |
| 6     | 2012-2013 | 81,9% (420/513) | 85,0% (51/60)       | 84,0% (84/100) | 84,4% (135/160)      | 85% (85/100)  | 69,9% (65/93) |